# 1174. grenadirski polk (Wehrmacht)
1174. grenadirski polk (izvirno nemško 1174. Grenadier-Regiment; kratica 1174. GR) je bil pehotni polk Heera v času druge svetovne vojne.

## Zgodovina
Polk je bil ustanovljen 26. avgusta 1944 kot sestavni del 572. ljudskogrenadirske divizije; še v času oblikovanja so polk preimenovali v 694. grenadirski polk.